# Gwen Araujo
Gwen Amber Rose Araujo, meglio conosciuta come Gwen Araujo (Brawley, 24 febbraio 1985 – Newark, 4 ottobre 2002), è stata una ragazza statunitense uccisa a diciassette anni durante, o subito dopo, una brutale aggressione perpetrata da tre giovani.

## Biografia
Gwen visse a Newark, California, negli Stati Uniti: i genitori la ricordano come una bambina felice ed energica che rideva sempre ed era abbastanza attiva. Gwen, alla quale era stato originariamente posto il nome di Edward, espresse fin da piccola il desiderio di essere donna e da poco prima dell'omicidio aveva iniziato a vivere seguendo la propria inclinazione. Frequentò la scuola pubblica e la chiesa locale con i propri familiari fino a quando le polemiche circa il proprio stile di vita crebbero, costringendola ad un progressivo allontanamento dalla società. Gwen abbandonò la Newark Memorial High School prima del conseguimento del diploma e iniziò a cercare un lavoro che non riuscì mai a trovare a causa, come riporta la madre, dell'intolleranza causata dal suo progressivo cambiamento di sesso.
L'evento che portò alla morte della Araujo fu la "collera" che i giovani provarono quando scoprirono che Araujo - che viveva come donna - era biologicamente di sesso maschile. Due degli accusati, nei successivi processi, sono stati condannati per omicidio di secondo grado, mentre il terzo per omicidio volontario; la giuria ha però concluso che non è stato consumato nessun "crimine d'odio". Le tragiche circostanze hanno trasformato Gwen Araujo in simbolo di discriminazione per la comunità LGBT; molti aspetti controversi e scarsamente documentati relativi all'omicidio rimangono ancora ampiamente dibattuti.

### Omicidio
Gwen, che utilizzava il nome di Lida, conobbe, nell'estate 2002, un gruppo di amici durante un incontro casuale avvenuto mentre camminava per strada. Il gruppo, di cui facevano parte anche i suoi futuri assassini, passava le serate giocando a domino e consumando alcol e droghe, spesso a casa di Gwen stessa. Alcuni ragazzi del gruppo, affascinati dalla vitalità di Gwen, ebbero attività sessuali con lei. Gwen venne invitata ad un party alcune settimane dopo aver conosciuto il gruppo: per l'occasione indossò la vistosa camicetta della madre, che le sconsigliò di indossare gli abiti che aveva scelto per quella serata e che espresse disagio per l'aspetto di Gwen. Gwen reagì stizzosamente dicendole che era semplicemente gelosa di lei ed uscì di casa: quella fu l'ultima volta che Sylvia Guerrero vide sua figlia viva.
Il 3 ottobre 2002, nel corso del party, si scoprì, a seguito di una "ispezione" forzata (effettuata da una ragazza del gruppo, Nicole Brown) che Gwen aveva organi genitali maschili. In un'improvvisa concitazione gli uomini che precedentemente avevano avuto relazioni sessuali con lei divennero estremamente agitati: Mike Magidson afferrò Gwen nell'atrio della casa dove si teneva la festa ed iniziò a strangolarla. A questo punto molti degli invitati abbandonarono la casa: rimasero Jose Merel e Jaron Nabors; Jason Cazares affermò di essere uscito a questo punto, anche se non poté abbandonare la casa perché era arrivato con l'auto di Magidson. Rimasti soli i tre assalitori iniziarono a seviziarla: Jose Merel la colpì al capo con una pesante padella e con una lattina di pomodori, causandole un taglio che iniziò a sanguinare copiosamente. Jaron Nabors la colpì con un peso acuminato e Mike Magidson la scagliò con violenza contro la parete del salotto con un colpo così violento che sull'intonaco rimase un chiaro segno dell'impatto della testa della vittima.
Dopo una prima fase passata in salotto, Gwen venne trascinata nel garage della casa dove venne strangolata con una corda (non è stato chiarito se a compiere quest'azione fu Magidson o Nabors): le testimonianze raccontano che Jose Merel era impegnato a ripulire il pavimento del garage dal sangue mentre Gwen veniva soffocata. Successivamente Gwen venne violentata, avvolta in una coperta e gettata sul fondo del pick-up di Magidson. I tre assalitori e Jason Cazares portarono il corpo di Gwen a El Dorado County, un'area boschiva ai piedi della Sierra Nevada conosciuta come Silver Fork, dove seppellirono il corpo in una fossa poco profonda. Non è chiaro a quale punto di questa tragica sequenza di eventi, della durata complessiva di 6 ore, Gwen perse la vita: l'autopsia successiva stabilì che ella era morta per soffocamento associato ad un grave trauma contundente alla testa.

### Processi
Passarono circa due settimane prima che il corpo di Gwen venisse ritrovato dalle autorità: coloro che avevano abbandonato la festa, timorosi di eventuali ripercussioni, non denunciarono il crimine e gli assalitori si accordarono per non svelare a nessuno quello che era successo. Più tardi, però, Jaron Nabors, parlò con un amico di quello che era successo: il confidente avvisò la polizia e Nabors venne arrestato ed interrogato; durante l'interrogatorio Nabors confessò la posizione della sepoltura di Gwen.
Il 16 ottobre 2002 l'ufficio dello sceriffo di Alameda County inviò quattro esperti in scene del crimine e due investigatori che scoprirono il corpo di Gwen, accompagnati da Jaron Nabors, il più giovane dei quattro imputati. Vennero accusate di assassinio e "crimine d'odio" quattro persone: Michael Magidson (27 anni), Jaron Nabors (19 anni), José Merel (24 anni) e Paul Merel, il fratello maggiore di José. Paul Merel venne rapidamente rilasciato a causa della testimonianza della sua fidanzata (ovvero colei che aveva "ispezionato" Gwen durante la festa), la quale affermò che egli era rimasto in sua compagnia quella sera.
Paul Merel e la fidanzata non vennero mai accusati e furono semplicemente chiamati a testimoniare durante il processo. Nabors testimoniò successivamente contro gli altri accusati, a seguito di un patteggiamento con il pubblico ministero che gli propose una condanna più mite per omicidio volontario, dopo che la polizia aveva trovato nuove prove a suo carico ispezionando la corrispondenza dal carcere e registrando, con un microfono nascosto, una sua discussione con un altro imputato.
Jason Cazares, il quarto presente quella sera, venne arrestato un mese dopo gli altri e solo dopo che Nabors, in una lettera inviata alla sua fidanzata, lo aveva implicato raccontando come egli stesso non fosse stato responsabile dell'omicidio. In seguito Nabors affermò il contrario (cioè la sua partecipazione al crimine), mettendo in discussione l'attendibilità della lettera; inoltre la fidanzata di Nabors testimoniò che la missiva conteneva numerose menzogne e che il ragazzo le aveva mentito spesso durante il loro rapporto.

#### Primo processo
Nel corso del primo processo, cominciato il 15 marzo 2004, alcuni degli accusati utilizzarono una variante della difesa da panico gay. La strategia difensiva di Magidson riconobbe la partecipazione dell'imputato alla morte di Gwen, ma sostenne che l'imputato aveva agito sotto l'influsso di una violenta rabbia e di conseguenza avrebbe dovuto essere giudicato, secondo le leggi della California, colpevole di omicidio colposo e non di assassinio. L'avvocato di Merel negò ogni partecipazione del suo assistito nell'omicidio.
Jason Cazares, l'unico imputato a testimoniare durante questo primo processo e l'unico che non avesse avuto relazioni sessuali con Gwen, negò il coinvolgimento nell'omicidio ma ammise di aver aiutato alla sepoltura del corpo. I testimoni del processo testimoniarono come Cazares avesse cercato in almeno cinque occasioni di venire in soccorso di Gwen (facendo cessare i colpi degli altri) prima che tutti abbandonassero la casa.
Tutti e tre attaccarono la credibilità di Nabors, affermando che egli cercava di minimizzare il proprio ruolo nella morte di Gwen e che, mentendo, era quello che aveva maggiormente da guadagnare. La giuria si trovò in una fase di stallo con tutti gli imputati ed il processo venne sospeso. La giuria apparve incapace di decidere se esistesse premeditazione e se quindi gli assassini fossero colpevoli di omicidio di primo grado oppure di secondo. Un'altra possibilità - in parte provata durante il secondo processo - fu l'incapacità dell'accusa di definire una teoria coerente sulle responsabilità dei diversi imputati. Per i giurati divenne impossibile stabilire chi dei tre fosse colpevole, ammessa la loro colpevolezza: il 22 giugno pertanto si arrivò a un non luogo a procedere.

#### Secondo processo
Il secondo processo cominciò il 9 maggio 2005: a differenza di ciò che era accaduto nella prima fase, dove solo Cazares aveva testimoniato, in questa occasione tutti e tre gli accusati testimoniarono incolpandosi l'un l'altro, incluso Nabors. Jose Merel ammise, come i testimoni del primo processo, che Cazares era intervenuto in favore di Gwen durante la violenza. Magidson reclamò di essere in uno stato confusionale durante l'assalto a Gwen e di non ricordare se Cazares fosse intervenuto o meno. Cazares riaffermò la propria partecipazione solamente alla sepoltura del corpo: l'affermazione trovò riscontro nelle testimonianze rese durante il processo dove nessuno ricordò che Cazares avesse colpito Gwen.
Jose Merel indicò in Nabors il principale esecutore e chiarì come Magidson l'aveva aiutato a strangolare Gwen fino alla morte; Merel riconobbe di averla colpita con una padella alla testa, ma affermò di non avere mai avuto intenzione di ucciderla. Magidson a sua volta accusò diffusamente Nabors ed affermò di essere molto ubriaco la sera del crimine. Sia Merel che Magidson dissero che Jaron Nabors aveva colpito la testa di Gwen con un peso appuntito, cosa che nel precedente processo non era emersa. Nella casa venne trovato un oggetto che esaminato risultò, nonostante alcuni dubbi, sporco di sangue ma Nabors negò che qualcuno avesse utilizzato questo peso per colpire Gwen.
La fidanzata di Nabors affermò che la lettera che egli le aveva inviato (e che incriminava Cazares) conteneva una serie di menzogne e che Nabors le aveva spesso mentito. Il 24 agosto 2005 iniziarono le requisitorie conclusive. L'accusa, rappresentata da Chris Lamiero, abbandonò la strategia utilizzata nel primo processo - incolpando i tre imputati in maniera uguale per il crimine e chiedendo l'incriminazione per omicidio di primo grado - ed invece si concentrò la sua requisitoria contro Magidson chiamandolo «patetica e spregevole scusa per un uomo».
Per ciò che concerne Cazares, Lamiero afferma che l'assistenza prestata a Magidson lo rendeva colpevole come quest'ultimo dell'omicidio; durante la requisitoria chiamò ripetutamente Cazares «l'amico del killer». Inoltre Lamiero insisté con la giuria non più sull'omicidio di primo grado, ma affermando che era importante riconoscere Magidson e Cazares colpevoli di omicidio, fosse esso di primo o secondo grado. La requisitoria di Lamiero sembrò lasciare da parte Merel - dicendo semplicemente che il fato dell'imputato era nelle mani della giuria; questo forse a causa della testimonianza di Merel che, se creduta, avrebbe rafforzato la colpevolezza di Magidson e Cazares.
L'avvocato di Cazares, Tony Serra, affermò che le prove contro il suo assistito erano deboli. Il legale dichiarò inoltre che la giuria avrebbe dovuto soffermarsi sulle colpe individuali dei tre imputati e non prendere una decisione complessiva solo per evitare un'altra sospensione del processo. Il giorno successivo, riprendendo la requisitoria, Serra affermò che il suo cliente era una persona normale che si era fatto travolgere dalla mentalità del gruppo (solo per quello che riguardava il seppellimento) ed attaccò Nabors come un mentitore abituale che non poteva essere creduto; puntò inoltre l'attenzione sul fatto che Cazares era stato l'unico a cercare di prestare aiuto a Gwen.
Il 29 agosto 2005 gli avvocati di Merel e Magidson tennero le loro requisitorie finali. L'avvocato di Merel affermò che Merel, al massimo, poteva essere colpevole di lesioni aggravate, e non era stato colpevole della morte di Gwen. Disse inoltre che Merel aveva solamente avuto intenzione di "spaventare" Gwen colpendola alla testa con la padella. L'avvocato di Magidson, Michael Thorman, sostenne che il suo assistito aveva agito sull'onda della passione e della rabbia, dopo aver scoperto che Gwen era biologicamente maschio; affermò inoltre che se Gwen avesse chiesto "scusa", l'incidente non sarebbe avvenuto. Entrambi gli avvocati attaccarono pesantemente le dichiarazioni e la credibilità di Nabors.
Il 30 agosto Lamiero riprese la parola, attaccando nuovamente Magison e Cazares e chiedendo per loro una condanna per omicidio; è da notare che non fece la stessa cosa per Merel: il pubblico ministero non fece nessuna dichiarazione per confutare le dichiarazioni del difensore di Merel; in ultimo, Lamiero difese la credibilità di Nabors dichiarando che egli era stato colui che aveva permesso l'apertura del caso. Finite le requisitorie, il giudice Harry Sheppard incaricò la giuria che iniziò le sue deliberazioni.
L'8 settembre la giuria annunciò di avere raggiunto un verdetto per due dei tre imputati; come da istruzioni del giudice Sheppard, i verdetti vennero mantenuti segreti: solo il 12 settembre, dopo che la giuria aveva annunciato di trovarsi in una situazione di stallo per il terzo imputato, essi vennero finalmente pronunciati. Cazares era l'imputato sul quale non si era trovato un accordo, mentre Magidson e Merel vennero condannati per omicidio di secondo grado con una condanna dai 15 anni di galera (minimo) all'ergastolo (massimo) da scontare. La giuria però non riconobbe l'aggravante del "crimine d'odio", che avrebbe aumentato la pena.
In un'intervista rilasciata al San Francisco Chronicle il giurato del processo Max Stern, avvocato di San Francisco, disse che la giuria non aveva creduto particolarmente alle testimonianze di nessuno degli imputati né a quelle del testimone dell'accusa Nabors: egli affermò che il "crimine d'odio" non era stato rilevato dai giurati perché alcuni di essi non credevano che il crimine fosse stato commesso per l'orientamento sessuale di Gwen, ma perché la situazione era sfuggita di mano; Stern chiosò inoltre che la giuria aveva condannato Magidson e Merel basandosi abbondantemente sulle loro stesse ammissioni sui ruoli ricoperti nella morte di Gwen.

#### Dichiarazione di Cazares e conclusione del processo
Il 16 dicembre 2005, sorprendendo i media che non sapevano nulla, conseguentemente ad un compromesso Cazares accettò una sentenza per omicidio volontario e accettò una sentenza concordata a sei anni di carcere. Detraendo il tempo già trascorso in custodia preventiva, Cazares dovrà scontare poco più di tre anni in carcere. Le sentenze di Cazares, Magidson e Merel sono state confermate formalmente il 27 gennaio 2006.

### Ricordo
La madre di Gwen, che la ricorda come il suo piccolo «angelo», ha pubblicamente affermato la speranza che il caso di sua figlia possa influenzare un cambiamento nelle azioni penali contro i "crimini d'odio" che sfociano in omicidio, includendo per essi la pena di morte. Sylvia Guerrero ed il figlio David Guerrero sono apparsi pubblicamente e sui media americani per esprimere il loro dolore e denunciare la violenza contro gli adolescenti che si trovano a fronteggiare problemi di identità sessuale.
Il funerale di Gwen venne seguito da migliaia di persone; dopo la cerimonia ci fu una marcia lungo le strade di Newark alla quale parteciparono le autorità cittadine. Gwen venne inoltre ricordata durante la veglia Remembering Our Dead che si tenne in diverse città americane per ricordare la morte di 27 transgender uccisi tra il 2001 ed il 2002. Pochi giorni dopo il funerale i membri dell'omofoba Westboro Baptist Church (seguaci di Fred Phelps) picchettarono la chiesa nella quale aveva avuto luogo il funerale proclamando «il travestito adolescente pervertito Eddie Araujo (o Gwen o Lida) ha raggiunto Matthew Shepard all'inferno».
A richiesta della madre di Gwen, un giudice cambiò legalmente, in maniera postuma, il nome da Eddie a Gwen, il 23 giugno 2004. Il romanzo The Butterfly and the Flame (La Farfalla e la Fiamma) scritto da Dana De Young nel 2011 è dedicato alla memoria di Gwen. Nel 2006 è stato pubblicato in America un film tv biografico su Gwen Araujo intitolato, A Girl Like Me: The Gwen Araujo Story. Il medesimo ha vinto a San Francisco il premio come miglior film per la televisione ai GLAAD Media Awards 2007.